# Brunn (gemeindefreies Gebiet)

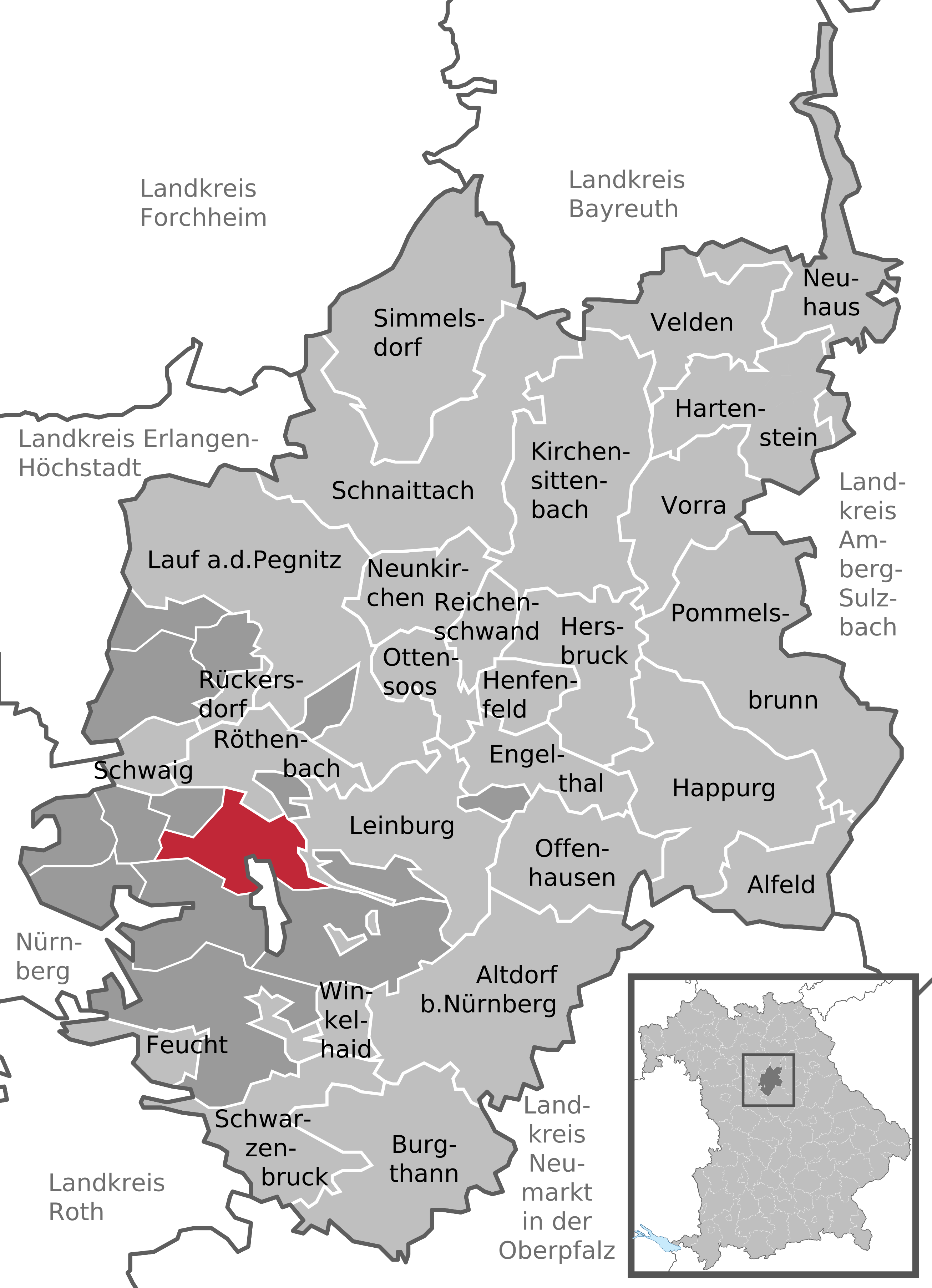
Lage des gemeindefreien Gebiets Brunn im Landkreis Nürnberger Land

Brunn ist ein gemeindefreies Gebiet im Landkreis Nürnberger Land (Mittelfranken, Bayern). Es liegt in der Gemarkung Brunn.

## Beschreibung
Der 10,18 km² große Staatsforst ist der nordwestlich von Brunn und westlich von Leinburg und Winkelhaid gelegene Teil des Lorenzer Reichswaldes. Die Autobahnen A 3 und A 9 verlaufen durch das Gebiet und bilden an dessen nördlicher Grenze mit dem Haimendorfer Forst das Autobahnkreuz Nürnberg. Der Brunner Berg ist mit 438 m ü. NHN die höchste Erhebung.
Ein Großteil ist Bestandteil des EU-Vogelschutzgebietes-Gebiets Nürnberger Reichswald.

## Gewässer
Der östliche Teil des Gebietes wird durch den Röthenbach durchflossen. Der linke Oberlauf Zweibrücklesgraben des Schneidersbachs entsteht im Staatsforst Brunn aus den zwei Quellbächen Erlgraben und Höllgraben, die am Nordabhang des vom Brunner Berg (438 m ü. NHN) im Osten sich zu einer Kuppe bei der Roten Marter (ca. 386 m ü. NHN) im Westen ziehenden Hügelrückens entspringen. Der Luderbach mündet im südöstlichen Bereich, der Haidelbach weiter nördlich zwischen der A 3 auf der linken und einer Sandgrube auf der rechten Randhöhe in den Röthenbach.
Nach Verlassen des Leinburger Gemeindegebiets vereinigen sich die beiden Äste wieder, der Bach nimmt dann noch von rechts den Schmidgraben (Gänsebühlbach) auf und mündet dann gleich auf 339,8 m ü. NHN im gemeindefreien Brunner Staatsforst zwischen der A 3 auf der linken und einer Sandgrube auf der rechten Randhöhe von links in den Röthenbach.

## Sehenswertes
Der Wald wird von einigen Rad- und Wanderwegen durchzogen. So durchquert auch der Fränkische Dünenweg das Gebiet. An der östlichen Grenze befindet sich das Ursprungtal.

### Wasserturm

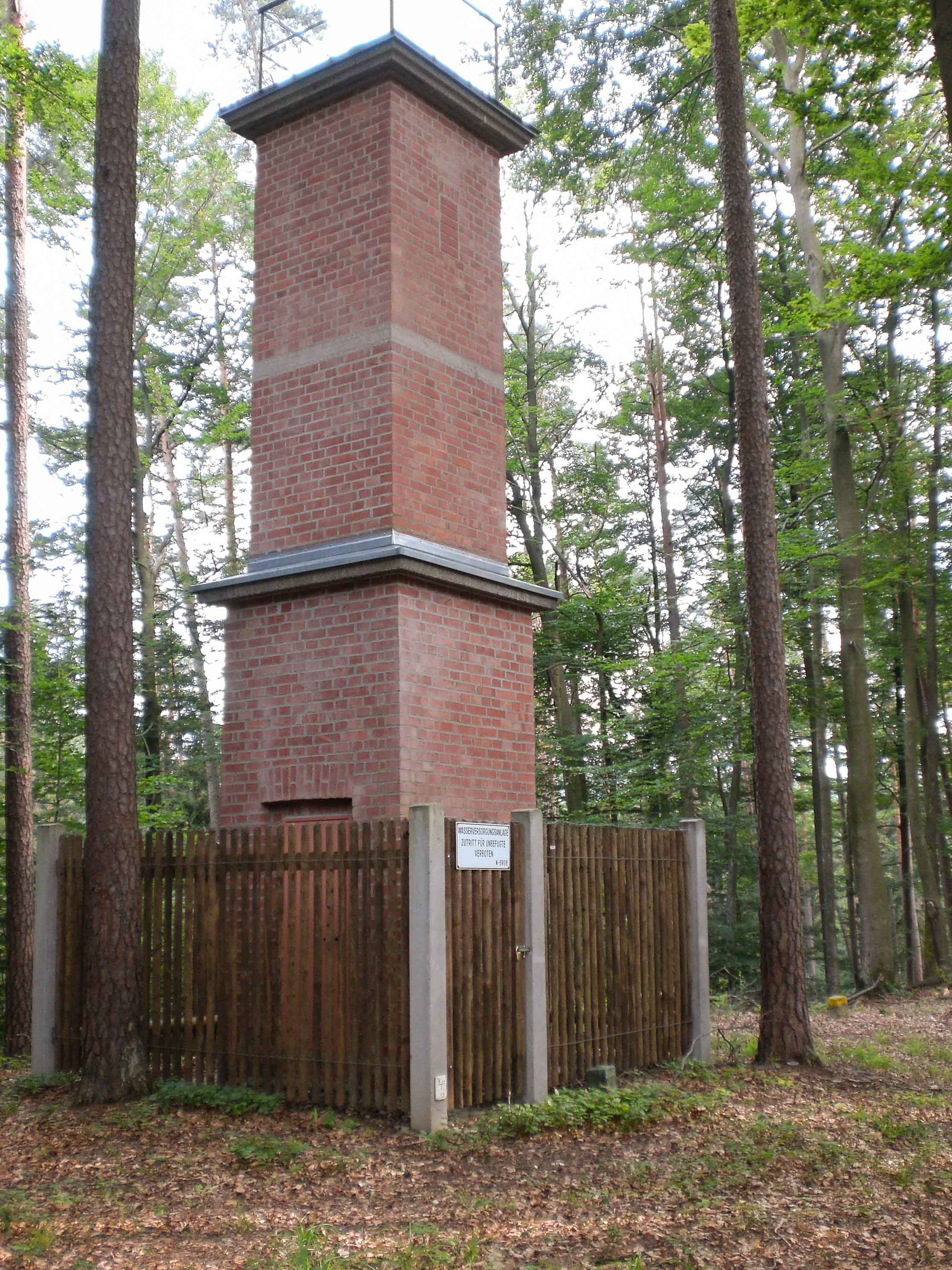
Brunner Wasserturm, 2008

Nördlich von Brunn, etwas versteckt im Wald befindet sich ein kleiner Wasserturm (49° 26′ 41,78″ N, 11° 14′ 52,22″ O). Der schlanke und etwa 7 Meter hohe Turm ist ein Teil eines 200 {\displaystyle \mathrm {m^{3}} } fassenden Hochbehälters und seit 1961 Bestandteil der Brunner Wasserversorgung. Das Wasser stammt aus dem 1893 in Betrieb genommenen Wasserwerk Krämersweiher, welches von vier bis zu 148 Meter tiefen Brunnen gespeist wird.

### Froschstein
Westlich von Brunn am Brunner Weg befindet sich der Froschstein (49° 26′ 16,93″ N, 11° 12′ 45,05″ O). Der aus Burgsandstein bestehende Felsblock ist etwa 5 Meter lang, 3 Meter breit und 2 Meter hoch. Seinen Namen verdankt er seiner merkwürdigen Form, die von Norden her betrachtet an einen Frosch erinnert. Auf dem Fels finden sich Einritzungen eines Elefanten.

### Burg Brunn
Westlich von Brunn (49° 26′ 10,03″ N, 11° 14′ 48,8″ O) finden sich Reste der abgegangenen Burg Brunn. Sie wird auch Jagdschloss Brunn genannt. Die Anlage wurde 1347 erstmals erwähnt und diente den Kaisern und Königen, während ihrer Aufenthalte in Nürnberg, als Jagdschloss. Das Jagdschloss wurde 1449 im Ersten Markgrafenkrieg zerstört. Heute sind nur noch wenige Mauerreste und Gräben sichtbar.

## Bildergalerie

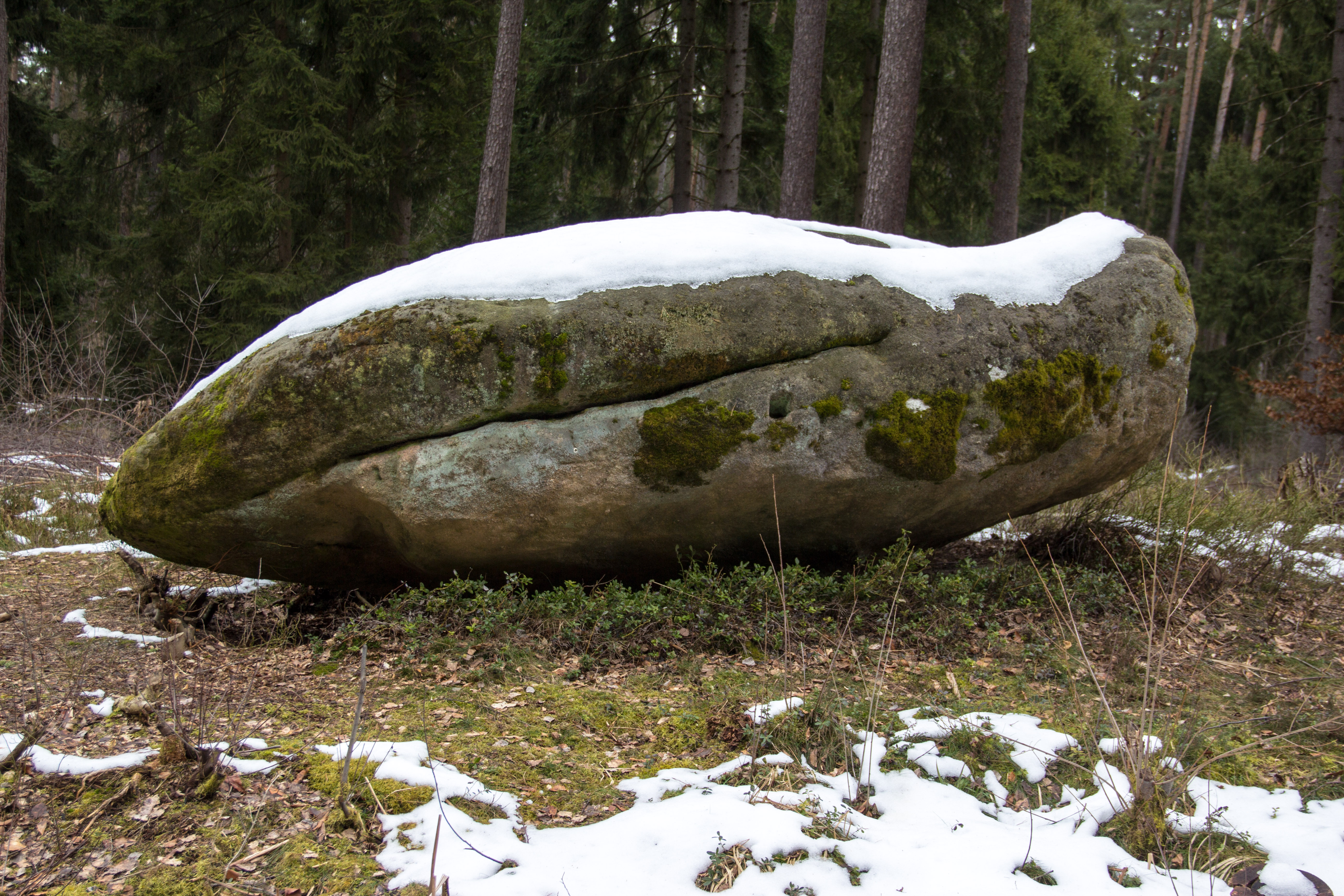
Der Froschstein
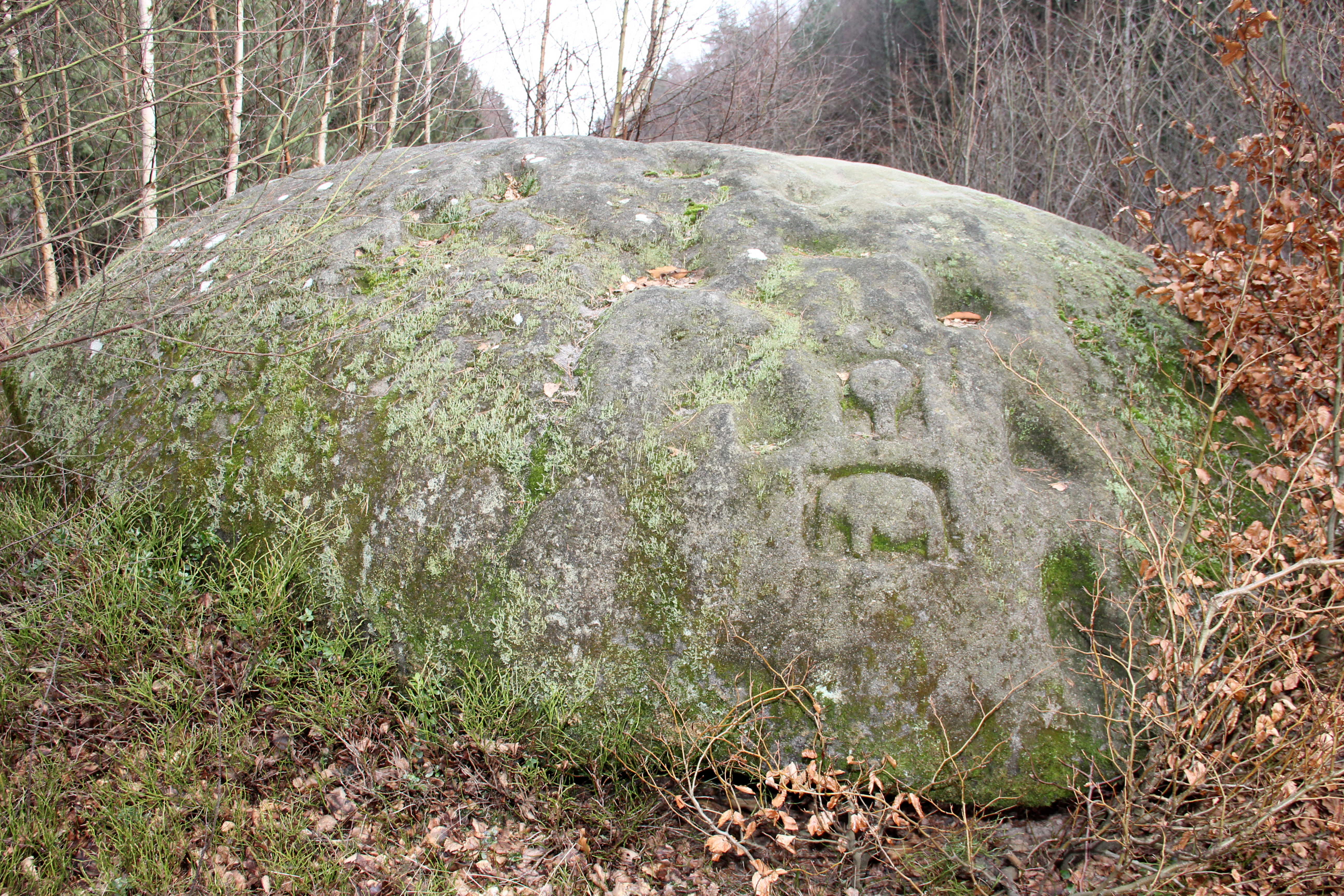
Einritzungen am Froschstein
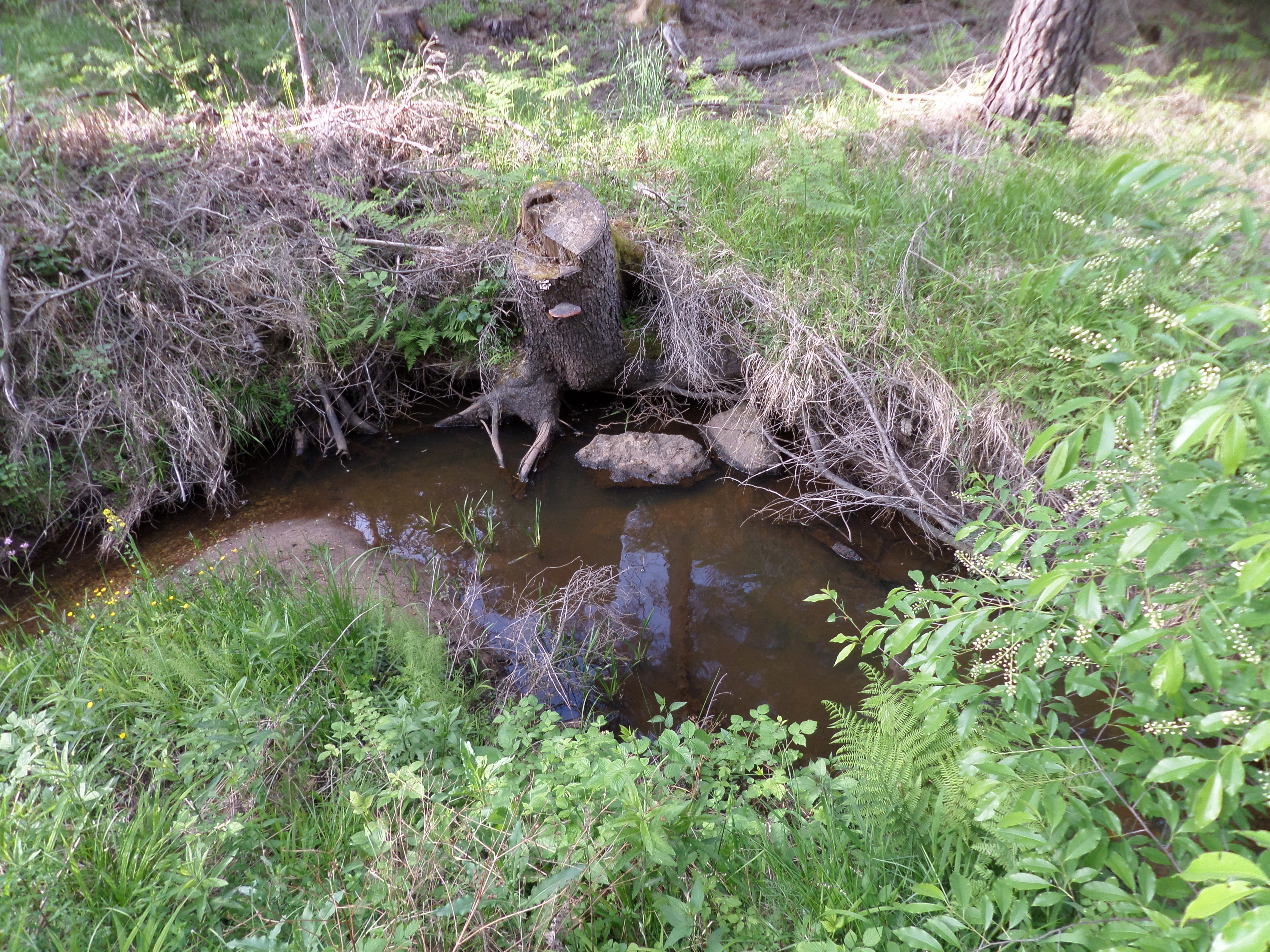
Der Schneidersbach im Staatsforst Brunn
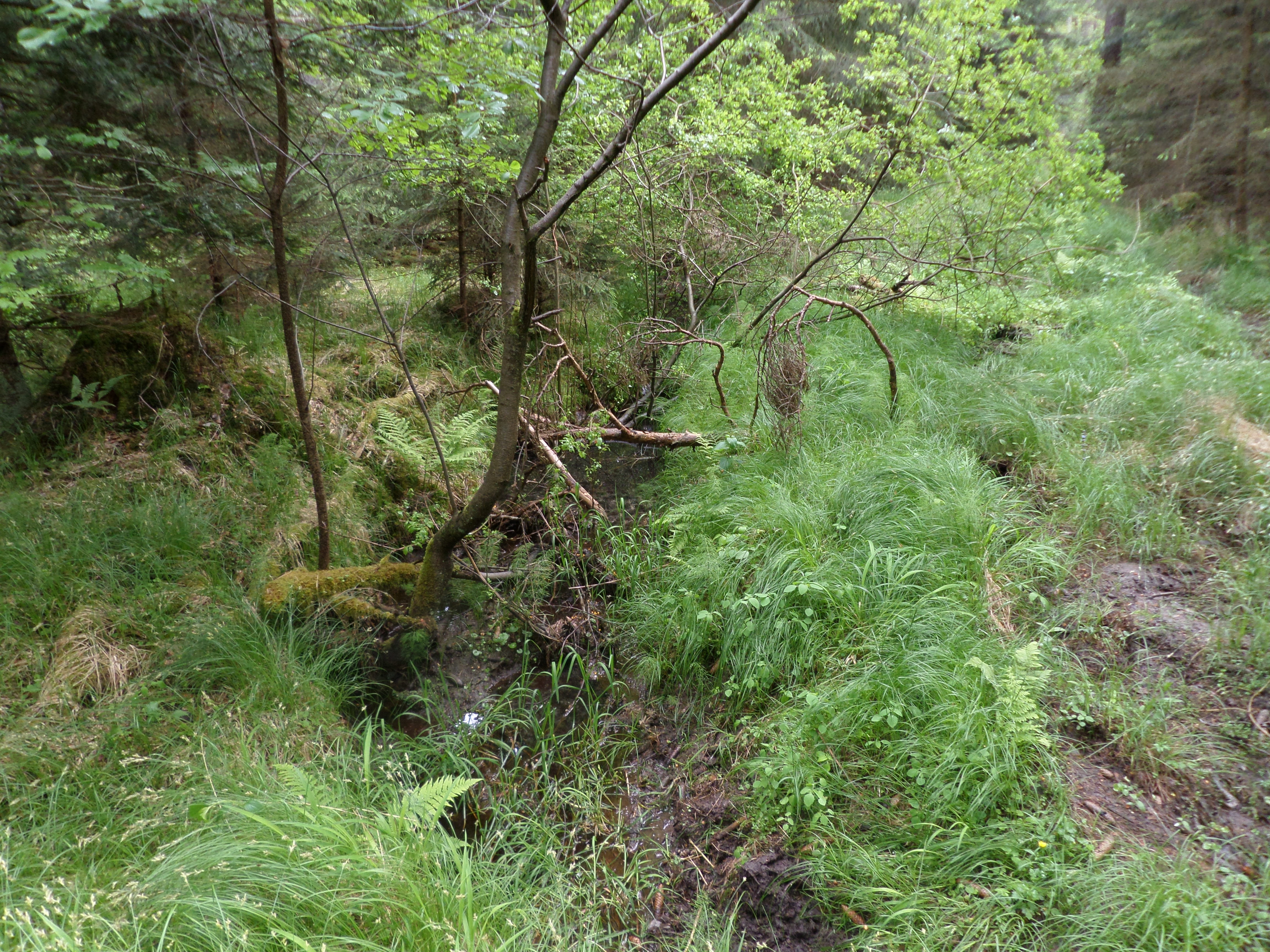
Schneidersbach Quelle
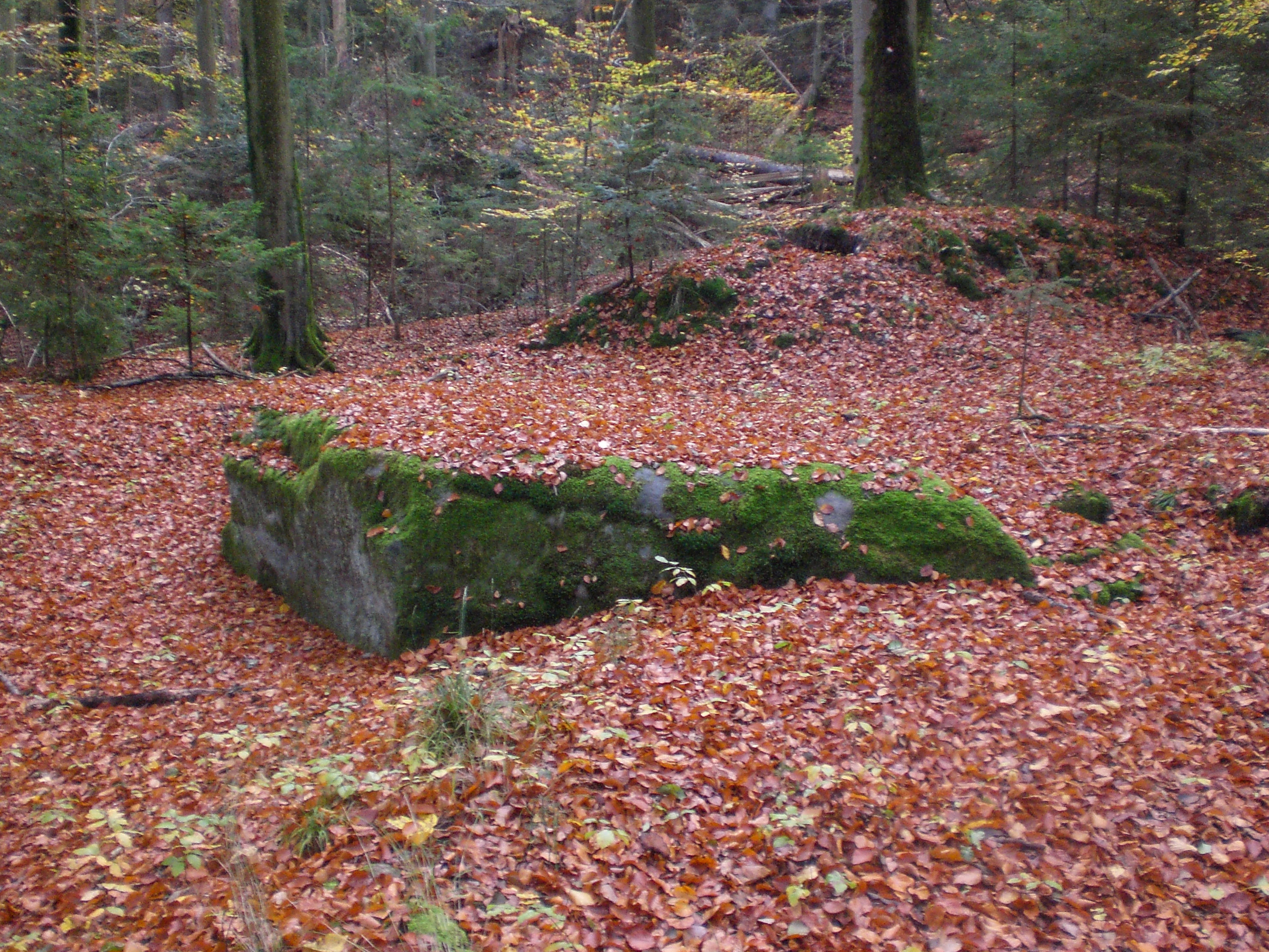
Mauerreste der abgegangenen Burg Brunn